# Грег Одді
Грег Одді (англ. Greg Oddy; народився 24 липня 1980 у м. Аделаїда, Австралія) — австралійський хокеїст, нападник. Виступає за «Аделаїда Аваланч» в Австралійській хокейній лізі.
Виступав за «Ла-Ронж Айс-Вулвз», «Аделаїда Аваланч», «Ромфорд Рейдерс», КОО-ВЕЕ, ХК «Херенталс».
У складі національної збірної Австралії провів 44 матчі (52 голи, 35 передач); учасник чемпіонатів світу 1999 (група D), 2000 (група D), 2002 (дивізіон II), 2003 (дивізіон II), 2004 (дивізіон II), 2005 (дивізіон II), 2006 (дивізіон II), 2007 (дивізіон II), 2008 (дивізіон II), 2009 (дивізіон I), 2010 (дивізіон II) і 2011 (дивізіон II). У складі молодіжної збірної Австралії учасник чемпіонату світу 2000 (група D).
Володар Кубка Гудолла (2000). Володар Кубка ВІП (2000, 2001, 2005, 2007).